# Regulus (Schiff)
Die Regulus ist eine Barkasse auf dem Teterower See.

## Geschichte

### Müritz
Die Regulus wurde 1910 mit Baunummer 108 von der Werft Theodor Hitzler in Hamburg-Veddel gebaut und an Georg Marquardt nach Waren geliefert, der die Barkasse bis etwa 1930 im Passagierverkehr auf der Müritz einsetzte. Als Antrieb diente ein Zweizylinder-Viertakt-Ottomotor von Lloyd mit einer Leistung von 11 PS, der das 12,25 m lange und 2,25 m breite Schiff auf bis zu 16 km/h antrieb. Die Besatzung bestand aus zwei Mann, für Passagiere standen 34 Sitz- und acht Stehplätze zur Verfügung.
Im Ersten Weltkrieg wurde das Schiff zwar von der Heeresverwaltung registriert, kam aber nicht tatsächlich zum Kriegseinsatz.

### Teterower See und Versenkung
Ab 1931 wurde die Regulus auf dem Teterower See von Hugo Dabbert im Passagierbetrieb eingesetzt und war so neben Möwe, Uwe, Herta und Liselotte eins von fünf Passagier-Motorschiffen, die auf dem Teterower See betrieben wurden. Als Dabbert im Zweiten Weltkrieg an die Ostfront eingezogen wurde, wurde die Barkasse an Land aufgelegt. 1945 wurde sie von Unbekannten ins Wasser gelassen und mit Karabinerschüssen versenkt.

### Wiederentdeckung und Wiederinbetriebnahme
Die genaue Lage des Wracks im Teterower See war lange Zeit unbekannt. Es wurde durch Zufall in Ufernähe südwestlich der Insel Sauerwerder (etwaige Lage: 53° 47′ 2″ N, 12° 35′ 7″ O) entdeckt, als ein Sportsegler des lokalen Segelclubs „SSV Einheit“ mit dem Schwert seiner Jolle an einem Gegenstand unter Wasser hängen blieb. Durch die Einleitung ungeklärter Abwässer betrug die durchschnittliche Sichttiefe lange Zeit nur rund 0,35 m. Mit nach der Wende einsetzenden Veränderungen stieg die Sichttiefe über die Jahre auf über 1,50 m an. Im Winter 1998/1999 sorgten die Wetterbedingungen für sehr klares Eis auf dem See. In Verbindung mit der verbesserten Sichttiefe konnten die Konturen und einzelne Details des Wracks durch das Eis erkannt werden.
Eine Interessengruppe aus Mitgliedern des Segelclubs und der Stadtverwaltung trieben in den folgenden Jahren die Hebung und Sanierung des Wracks voran. Nachdem Spezialisten das Wrack unter Wasser inspiziert hatten, räumten sie einer erfolgreichen Hebung und Sanierung ausreichend gute Chancen ein. Vorher wollte die Interessengruppe aber die anschließende Nutzung sowie die Eigentumsverhältnisse klären. Die Teterower Freizeit- und Naherholungsgesellschaft sollte demnach den Betrieb des Schiffs übernehmen, von der Besitzerfamilie Dabbert wurde eine Verzichtserklärung abgegeben.
Ein Spezialunternehmen hob das Wrack am 4. Juni 1999. Durch die starke Saugwirkung des Schlicks am Seegrund entstanden zusätzliche Komplikationen, letztlich konnte der Rumpf aber geborgen und an Land gebracht werden. Einer Wiederinbetriebnahme des Schiffs als Passagierbarkasse durch die Teterower Freizeit- und Naherholungsgesellschaft stand zunächst das 1999 eingeführte Verbot für Wasserfahrzeuge mit Verbrennungsmotor auf dem Teterower See entgegen. Auch gegen die geplanten Fahrtrouten gab es Bedenken und Einwände durch die Naturschutzbehörden. Ein Umbau der Regulus auf Elektromotor wurde von der Interessensgruppe abgelehnt.
Im Frühjahr 2001 waren alle Anträge geprüft und alle erforderlichen Genehmigungen erteilt, unter anderem eine zunächst auf 10 Jahre befristete Ausnahmegenehmigung für den Betrieb mit Verbrennungsmotor. So konnte die Restaurierung und Rekonstruktion des Schiffs bei der Malchow Boot GbR in Malchow in Angriff genommen werden. Der Germanische Lloyd nahm das Schiff ab und klassifizierte es. Anstatt des Originalmotors wurde ein Junkers-Zweizylinder-Dieselmotor mit 25 PS (18 kW) aus den 1950er Jahren eingebaut. Für Vortrieb sorgte zunächst die originale Schiffsschraube. Die Restaurierung kostete insgesamt rund 150.000,- DM.
Die Jungfernfahrt der wiedererstandenen Regulus fand am 16. August 2001 statt. An dem Wochenende nutzten 535 Personen das Schiff. Anschließend wurde die Barkasse noch einmal in die Werft genommen, um erforderliche Nacharbeiten für den Einsatz im Liniendienst durchzuführen. Zudem erhielt sie zur Geräuschreduzierung eine neue, auf den Motor abgestimmte Schiffsschraube sowie eine geänderte Schalldämpferanlage. Mit Beginn der neuen Saison am 1. April 2002 nahm die Regulus mit einer limitierten Anzahl täglicher Fahrten den Betrieb auf. Seit 2007 kann neben der Badestelle Teterow und der Burgwallinsel auch die Badestelle Teschow angesteuert werden. Die Barkasse Regulus transportiert jährlich bis zu 10.000 Touristen und Einheimische über den Teterower See.

## Aktuell
Derzeit wird die Regulus von den Stadtwerken Teterow als Fähre und als Rundfahrtschiff betrieben.